# Ichneumon denticulator
Ichneumon denticulator är en stekelart som beskrevs av Müller 1776. Ichneumon denticulator ingår i släktet Ichneumon och familjen brokparasitsteklar. Inga underarter finns listade i Catalogue of Life.